# هلنو دی فریتاس
هلنو دی فریتاس (به پرتغالی: Heleno de Freitas) مهاجم اهل برزیل است که در شهر São João Nepomuceno و در تاریخ ۱۲ فوریهٔ ۱۹۲۰ به دنیا آمده‌است.
هلنو دی فریتاس در تیم‌های فوتبال Botafogo سابقهٔ حضور دارد.